# FC Kickers Viktoria 1910 Mühlheim
FC Kickers Viktoria 1910 Mühlheim is een Duitse voetbalclub uit Mühlheim am Main, Hessen.

## Geschiedenis
De club werd in 1910 opgericht als FC Kickers Mülheim. In 1913 nam de club de huidige naam aan na een fusie met Viktoria 1911 Mülheim. De club speelde voor het eerst in de hoogste klasse in 1919 in de Zuidmaincompetitie. De club werd laatste en degradeerde. In 1921 voerde de Zuid-Duitse voetbalbond de Maincompetitie in, die aanvankelijk uit vier reeksen bestond en over twee seizoenen werd teruggebracht naar één reeks. Mühlheim overleefde de eerste schifting, maar in het tweede seizoen werd de club laatste met slechts drie punten. In 1929 nam de club nog deel aan de eindronde om promotie, maar verloor hier van SpVgg 02 Griesheim. 
Na de Tweede Wereldoorlog werden alle Duitse clubs ontbonden. In Mühlheim werd Mülheimer Sport-Union opgericht dat de opvolger was van Kickers Viktoria, maar ook van Freie Turnerschaft, een vereniging die in 1933 door de NSDAP verboden werd. De club speelde in de Bezirksklasse, wat tot 1950 de derde klasse en daarna vierde klasse was. In 1952 werd opnieuw de oude naam Kickers Victoria aangenomen. In 1965 kwalificeerde de club zich niet voor de nieuwe Gruppenliga, al kon de club hier een jaar later wel naar promoveren. De club slaagde er zelfs in de promoveren naar de Amateurliga Hessen, de derde klasse. De club eindigde vijfde, maar door beperkte financiële middelen moest de club enkele goede spelers laten gaan. In 1970 werd de club nog zevende maar een jaar later degradeerde de club. Tot 1976 speelde de club nog in de Gruppenliga, maar zakte daarna weg naar de lagere reeksen. Eind jaren negentig speelde de club nog enkele jaren in de Landesliga.